# Mistrzostwa Świata w Lekkoatletyce 2011 – bieg na 400 m przez płotki mężczyzn
Bieg na 400 metrów przez płotki mężczyzn – jedna z konkurencji rozegranych podczas lekkoatletycznych mistrzostw świata na Daegu Stadium w Daegu. 
Obrońcą tytułu mistrzowskiego z 2009 roku był Amerykanin Kerron Clement.

## Terminarz
| Data        | Godzina |            |
| ----------- | ------- | ---------- |
| 29 sierpnia | 11:15   | Eliminacje |
| 30 sierpnia | 19:30   | Półfinał   |
| 1 września  | 21:30   | Finał      |

## Rekordy
Tabela prezentuje rekord świata, rekordy poszczególnych kontynentów, mistrzostw świata, a także najlepszy rezultat na świecie w sezonie 2011 przed rozpoczęciem mistrzostw.
|                                                | Zawodnik                | Wynik | Miejsce   | Data                  |
| ---------------------------------------------- | ----------------------- | ----- | --------- | --------------------- |
| Rekord świata                                  | Kevin Young             | 46,78 | Barcelona | 6 sierpnia 1992(dts)  |
| Listy światowe                                 | Louis Jacob van Zyl     | 47,66 | Pretoria  | 25 lutego 2011(dts)   |
| Rekord mistrzostw świata                       | Kevin Young             | 47,18 | Stuttgart | 19 sierpnia 1993(dts) |
| Rekord Afryki                                  | Samuel Matete           | 47,10 | Zurych    | 7 sierpnia 1991(dts)  |
| Rekord Azji                                    | Hadi Soua’an Al-Somaily | 47,53 | Sydney    | 27 września 2000(dts) |
| Rekord Ameryki Północnej, Środkowej i Karaibów | Kevin Young             | 46,78 | Barcelona | 6 sierpnia 1992(dts)  |
| Rekord Ameryki Południowej                     | Bayano Kamani           | 47,84 | Helsinki  | 7 sierpnia 2005(dts)  |
| Rekord Europy                                  | Stéphane Diagana        | 47,34 | Lozanna   | 5 lipca 1995(dts)     |
| Rekord Australii i Oceanii                     | Rohan Robinson          | 48,28 | Atlanta   | 31 lipca 1996(dts)    |

## Rezultaty

### Eliminacje
| Miejsce | Bieg | Zawodnik                 | Narodowość        | Rezultat | Uwagi |
| ------- | ---- | ------------------------ | ----------------- | -------- | ----- |
| 1       | 1    | David Greene             | Wielka Brytania   | 48,52    | Q     |
| 1       | 1    | Cornel Fredericks        | Południowa Afryka | 48,52    | Q     |
| 3       | 2    | Louis Jacob van Zyl      | Południowa Afryka | 48,58    | Q     |
| 4       | 2    | Isa Phillips             | Jamajka           | 48,64    | Q,    |
| 5       | 1    | Georg Fleischhauer       | Niemcy            | 48,72    | Q,    |
| 6       | 2    | Félix Sánchez            | Dominikana        | 48,74    | Q,    |
| 7       | 5    | Jeshua Anderson          | Stany Zjednoczone | 48,81    | Q     |
| 8       | 2    | Kerron Clement           | Stany Zjednoczone | 48,91    | Q     |
| 9       | 3    | Javier Culson            | Portoryko         | 48,95    | Q     |
| 10      | 5    | Nathan Woodward          | Wielka Brytania   | 49,06    | Q     |
| 11      | 5    | Stanisław Melnykow       | Ukraina           | 49,24    | Q,    |
| 12      | 3    | Angelo Taylor            | Stany Zjednoczone | 49,38    | Q     |
| 13      | 3    | Aleksandr Dieriewiagin   | Rosja             | 49,43    | Q,    |
| 14      | 5    | Leford Green             | Jamajka           | 49,45    | Q     |
| 15      | 3    | Andrés Silva             | Urugwaj           | 49,48    | Q     |
| 16      | 2    | Vincent Kiplangat Kosgei | Kenia             | 49,49    | q,    |
| 17      | 3    | Takayuki Kishimoto       | Japonia           | 49,51    | q     |
| 18      | 1    | Emir Bekric              | Serbia            | 49,67    | Q     |
| 19      | 1    | Omar Cisneros            | Kuba              | 49,69    | q     |
| 20      | 1    | Mahau Suguimati          | Brazylia          | 49,74    | q     |
| 21      | 4    | Bershawn Jackson         | Stany Zjednoczone | 49,82    | Q     |
| 22      | 2    | Jorge Paula              | Portugalia        | 49,82    |       |
| 23      | 5    | Kurt Couto               | Mozambik          | 49,86    |       |
| 24      | 4    | Jehue Gordon             | Trynidad i Tobago | 49,90    | Q     |
| 25      | 2    | Jamele Mason             | Portoryko         | 49,98    |       |
| 26      | 4    | Josef Robertson          | Jamajka           | 50,29    | Q     |
| 27      | 4    | Jack Green               | Wielka Brytania   | 50,39    | Q     |
| 28      | 3    | Li Zhilong               | Chiny             | 50,44    |       |
| 29      | 4    | Cheng Wen                | Chiny             | 50,51    |       |
| 30      | 5    | Yuta Imazeki             | Japonia           | 50,92    |       |
| 31      | 5    | Jean Antonio Vieillesse  | Mauritius         | 51,02    |       |
| 32      | 4    | Kenneth Medwood          | Belize            | 51,19    |       |
| 33      | 4    | Takatoshi Abe            | Japonia           | 51,90    |       |
| 34      | 3    | Lee Seung-yun            | Korea Południowa  | 52,98    |       |

### Półfinał

#### Bieg 1
Godzina: 19:30
| Miejsce | Zawodnik           | Rezultat | Uwagi |
| ------- | ------------------ | -------- | ----- |
| 1       | Javier Culson      | 48,52    | Q     |
| 2       | Cornel Fredericks  | 48,83    | Q     |
| 3       | Angelo Taylor      | 48,86    | q     |
| 4       | Jeshua Anderson    | 49,33    |       |
| 5       | Jack Green         | 49,62    |       |
| 6       | Stanisław Melnykow | 49,74    |       |
| 7       | Takayuki Kishimoto | 50,05    |       |
| 8       | Josef Robertson    | 50,39    |       |

#### Bieg 2
Godzina: 19:38
| Miejsce | Zawodnik        | Rezultat | Uwagi |
| ------- | --------------- | -------- | ----- |
| 1       | David Greene    | 48,62    | Q     |
| 2       | Félix Sánchez   | 49,01    | Q     |
| 3       | Jehue Gordon    | 49,08    |       |
| 4       | Isa Phillips    | 49,16    |       |
| 5       | Andrés Silva    | 49,63    |       |
| 6       | Emir Bekric     | 49,94    |       |
| 7       | Mahau Suguimati | 50,89    |       |
| 8       | Kerron Clement  | 52,11    |       |

#### Bieg 3
Godzina: 19:46
| Miejsce | Zawodnik                 | Rezultat | Uwagi |
| ------- | ------------------------ | -------- | ----- |
| 1       | Bershawn Jackson         | 48,80    | Q     |
| 2       | Louis Jacob van Zyl      | 49,05    | Q     |
| 3       | Aleksandr Derewjagin     | 49,07    | q     |
| 4       | Leford Green             | 49,29    |       |
| 5       | Georg Fleischhauer       | 49,36    |       |
| 6       | Nathan Woodward          | 49,57    |       |
| 7       | Vincent Kiplangat Kosgei | 49,71    |       |
| 8       | Omar Cisneros            | 50,10    |       |

### Finał
| Poz. | Zawodnik               | Reprezentacja     | Czas  | Uwagi |
| ---- | ---------------------- | ----------------- | ----- | ----- |
|      | David Greene           | Wielka Brytania   | 48,26 |       |
|      | Javier Culson          | Portoryko         | 48,44 |       |
|      | Louis Jacob van Zyl    | Południowa Afryka | 48,80 |       |
| 4    | Félix Sánchez          | Dominikana        | 48,87 |       |
| 5    | Cornel Fredericks      | Południowa Afryka | 49,12 |       |
| 6    | Bershawn Jackson       | Stany Zjednoczone | 49,24 |       |
| 7    | Angelo Taylor          | Stany Zjednoczone | 49,31 |       |
| 8    | Aleksandr Dieriewiagin | Rosja             | 49,32 |       |